# تاتیانا سادوفسکایا
تاتیانا سادوفسکایا (انگلیسی: Tatyana Sadovskaya؛ زادهٔ ۳ آوریل ۱۹۶۶) شمشیر زن اهل اتحاد جماهیر شوروی سوسیالیستی است.
وی در مسابقات کشوری و بین‌المللی در مجموع برندهٔ ۱ مدال برنز شده‌است.